# 15. stoljeće
◄ | 1. tisućljeće | 2. tisućljeće | 3. tisućljeće | ►
◄ | 13. stoljeće | 14. stoljeće | 15. stoljeće | 16. stoljeće | 17. stoljeće | ►
1400-ih | 1410-ih | 1420-ih | 1430-ih | 1440-ih | 1450-ih | 1460-ih | 1470-ih | 1480-ih | 1490-ih
15. stoljeće je je razdoblje od 1401. do  1500. godine.

## Glavni događaji i razvoji
- pad Istočnog Rimskog Carstva 1453.
- Kristofor Kolumbo 1492. doplovio do Kariba, a 1498. godine do Južne Amerike.

## Osobe
- Ivan Veliki knez Moskve. Zbog osvajanja dobiva nadimak Veliki.
- Mehmed II. Osvajač Konstantinopola.

## Izumi i otkrića
- otkriće Novoga svijeta - Južne i Sjeverne Amerike
- Johannes Gutenberg izumio tiskarski stroj